# Чолокаев, Николай Николаевич
Князь Николай Николаевич Чолокаев (Чолокашвили; 1830—1920) — российский государственный деятель, действительный статский советник, предводитель дворянства Тамбовской губернии, член Государственного Совета от тамбовского земства (1906–1909), гофмейстер, почетный попечитель Тамбовского реального училища.

## Биография
Родился 12 января 1830 года в Тамбовской губернии в дворянской семье — землевладельцев Моршанского уезда.

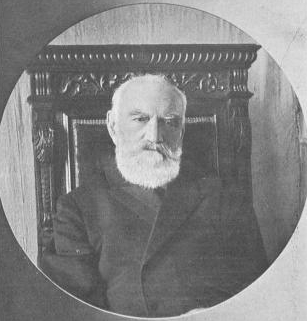
Н. Н. Чолокаев. 1907 год.

В 1852 году окончил естественный (по другим данным, юридический) факультет Московского университета. С 1853 по 1859 год был почётным попечителем Шацкого уездного училища, в с 1858 года также был членом тамбовского губернского комитета по улучшению быта крестьян.
После отмены в 1861 году крепостного права занял должность мирового посредника, в которой состоял 7 лет. После введения в Тамбовской губернии положения о мировых судебных учреждениях два года (с 1868 по 1870 год) был участковым мировым судьей Моршанского округа. С 1871 по 1883 был председателем съезда мировых судей этого округа и почётным мировым судьёй. Кроме того, с 1876 года 12 лет состоял членом Моршанского уездного по крестьянским делам присутствия.
С введением в Тамбовской губернии положения о земских учреждениях, был избран уездным и губернским гласным. В 1890 году Н. Н. Чолокаев был избран тамбовским губернским предводителем дворянства. 14 мая 1896 года произведён в действительные статские советники. С 1906—1909 был членом Государственного Совета от тамбовского земства.
Его жена — Екатерина Васильевна (урожд. Давыдова; 1839—1906), внучка князя А.П.Оболенского.
В XIX–начале XX века тамбовским дворянам принадлежали образцовые хозяйства, признанные в российском масштабе. Одним из таких было Черкино, принадлежавшее чете Чолокаевых. Екатерина Васильевна стала соратницей своего мужа в деле развития садоводства и огородничества в имении.

## Награды
- Орден святого Владимира 3 степени.

## Публикации
- Мнение Тамбовского Губернского Предводителя Дворянства князя Н. Н. Чолокаева о нуждах сельскохозяйственной промышленности // Труды местных комитетов о нуждах сельскохозяйственной промышленности. — СПб.: тип. «Нар. польза», 1903—1904. — 58 с.